# 崩之戀
《崩之戀》（英語： 或 ）是一部1986年的英國傳記片，由亞歷·卡斯導演，並與艾貝·吳共同編劇。電影講述了龐克搖滾樂團性手槍的貝斯手席德·維瑟斯的生平故事，尤其側重於席德·維瑟斯與女友南茜·斯龐根的情感關係以及兩人沉淪於毒品的狀態。此片沒有在票房上達到預期，但仍獲得大多數電影評論家的讚揚，並贏得經典邪典電影的地位。
此部電影亦邀請到美國油漬搖滾樂團超脫樂團主唱科特·柯本（英語：Kurt Cobain）的老婆寇特妮·洛芙（英語：Courtney Love）出演其中一名不太重要的角色Gretchen。 

## 劇情概要
電影改編自龐克搖滾樂團「性手槍」(Sex Pistols) 的貝斯手席德·維瑟斯及其女友南茜·斯龐根的眞實生平。故事始於「性手槍」樂團解散，席德意圖作個人發展，但卻沈迷可卡因毒品。在藥物的刺激和狂野音樂的影響下，他與女友南茜的關係也變得愈來愈放縱與狂暴，二人整天不是吸毒就是做愛，活在迷幻的世界裏，再也分不淸幻境與現實。後來，南茜被發現刺死於房中，席德則被逮捕⋯⋯

## 主要角色
- 加利·奧文 飾 席德·維瑟斯
- 翠兒·韋比（英语：Chloe Webb） 飾 南茜·斯龐根
- 大衛·哈曼（英语：David Hayman） 飾 馬柯姆·邁克拉倫（英语：Malcolm McLaren）
- 黛比·篳曉普（英语：Debby Bishop） 飾 菲比
- 安德烈·史考菲（英语：Andrew Schofield (actor)） 飾 約翰·里頓
- 山德·貝克利 飾 鮑維利·斯藍
- 派瑞·班森（英语：Perry Benson） 飾 保羅·庫克（英语：Paul Cook）
- 托尼·倫敦 飾 史蒂夫·瓊斯（英语：Steve Jones (musician)）

## 外部連結
- 互联网电影数据库（IMDb）上《崩之戀》的资料（英文）
- AllMovie上《崩之戀》的资料（英文）
- Box Office Mojo上《崩之戀》的資料（英文）
- 爛番茄上《崩之戀》的資料（英文）
- Criterion Collection essay （页面存档备份，存于） by Jon Savage （英文）
- 香港外語電影資料網上《崩之戀 （页面存档备份，存于）》的資料 （繁體中文）
- 鐳射企業官網上《崩之戀 （页面存档备份，存于）》的VCD資料 （繁體中文）
- 開眼電影網上《崩之戀 （页面存档备份，存于）》的資料 （繁體中文）